# Philadelphia and Reading Railroad Bridge (Susquehanna River)
Die Philadelphia and Reading Railroad Bridge ist eine zweigleisige Eisenbahnbrücke über den Susquehanna River zwischen Harrisburg und Lemoyne im Bundesstaat Pennsylvania der USA. Sie wird von der Norfolk Southern Railway betrieben und für den Güterverkehr auf der Strecke zwischen Harrisburg und Hagerstown in Maryland genutzt.
Die Philadelphia and Reading Railroad (später Reading Company) ersetzte bis 1924 hier eine Fachwerkbrücke der Philadelphia, Harrisburg and Pittsburgh Railroad aus dem Jahre 1891 durch die heutige Beton-Bogenbrücke, wobei die alten Brückenpfeiler umgebaut und in die neue Brücke integriert wurden. Die mehr als einen Kilometer lange Brücke besteht aus 51 Bögen mit einer lichten Weite von circa 20 Metern und erstreckt sich bis ins Stadtgebiet von Harrisburg.
Im Jahre 1976 kam die Brücke zusammen mit der Reading Company und anderen insolventen Eisenbahngesellschaften in den Besitz der staatlichen Auffanggesellschaft Conrail und wurde 1999 schließlich von der Norfolk Southern Railway übernommen.

## Geschichte

### Erste Fachwerkbrücke 1891
In Harrisburg entstand Anfang des 19. Jahrhunderts an der Stelle der heutigen Market Street Bridge die erste Brücke über den Susquehanna. Diese führte über die Flussinsel City Island, die heute von sechs Brücken umgeben ist, darunter zwei Eisenbahnbrücken, wobei nur noch die Philadelphia and Reading Railroad Bridge genutzt wird. Deren Vorgängerbauwerk wurde zwischen 1890 und 1891 von der Philadelphia, Harrisburg and Pittsburgh Railroad (PH&P) errichtet, einem Zusammenschluss mehrerer kleinerer Eisenbahngesellschaften die Harrisburg mit dem circa 75 Kilometer südwestlich gelegenen Shippensburg verband. Die PH&P wurde später von der Philadelphia and Reading Railroad (P&R) erworben, die damit den Anschluss ihres Schienennetzes an die Western Maryland Railway im Südwesten realisierte und ihre Position im Konkurrenzkampf mit der Pennsylvania Railroad (PRR) stärkte. Die PRR kontrollierte bis dahin alle Eisenbahnbrücken über den Susquehanna in Pennsylvania unterhalb von Selinsgrove, wie auch die flussaufwärts folgende Cumberland Valley Railroad Bridge und Rockville Bridge.
In unmittelbarer Nachbarschaft zur Philadelphia and Reading Railroad Bridge befinden sich flussaufwärts auf der Lemoyne-Seite einige Brückenpfeiler einer nie vollendeten Eisenbahnbrücke der South Pennsylvania Railroad, deren Bau 1885 im Zuge eines vom Bankier J. P. Morgan ausgehandelten Kompromisses im erbitterten Machtkampf der damaligen großen Eisenbahngesellschaften eingestellt wurde.

### Umbau zur Bogenbrücke ab 1920

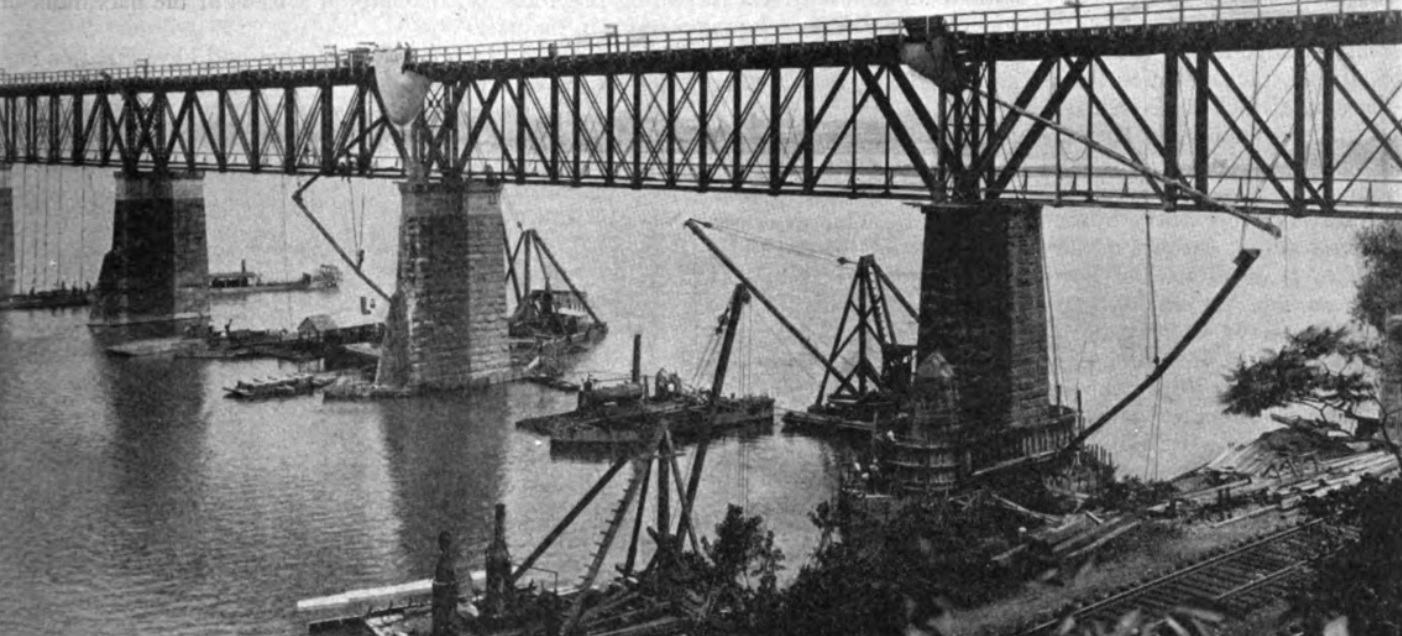
Die erste Brücke der Philadelphia and Reading Railroad Bridge über den Susquehanna (1891). Errichtung zusätzlicher Beton-Pfeiler zwischen den alten Stein-Pfeilern für die spätere Bogenbrücke um 1920.

Die ursprünglich eingleisige Brücke bestand aus 23 schmiedeeisernen Fachwerkträgern mit einer Länge von je 45,5 Metern, wobei die Pfeiler aus Sandstein bereits für einen späteren zweigleisigen Ausbau ausgelegt worden waren. Da ein solcher Ausbau nie zustande kam, führte die einseitige Belastung der Pfeiler mit der Zeit zu deren Beschädigung. Mit dem Aufkommen leistungsstärkerer und damit schwererer Dampflokomotiven Anfang des 20. Jahrhunderts war zudem die maximale Traglast der Brücke erreicht. Die P&R entschied sich daher für den Umbau zu einer zweigleisigen Bogenbrücke aus Stahlbeton.
Der Umbau der Brücke erfolgte in den Jahren 1920 bis 1924. Zunächst wurden zwischen den ursprünglichen Pfeilern neue aus Beton errichtet, danach die alten aus Sandstein gemauerten durch eine Betonummantelung verstärkt und schließlich alle Pfeiler durch 46 Bögen aus Stahlbeton miteinander verbunden, wobei nacheinander immer eine komplette Brückenhälfte zwischen beiden Ufern entstand. Zur Gewährleistung des laufenden Betriebs von etwa 75 Zügen täglich, nutzte man in der ersten Umbauphase weiterhin das Gleis auf den alten Fachwerkträgern. Ab Juli 1922 verwendete man dann das erste Gleis auf der flussabwärts neu entstandenen erste Hälfte der Bogenbrücke und fuhr mit dem Bau der zweiten Hälfte fort.
Eine spätere Verlängerung der Brücke auf der Harrisburg-Seite erhöhte die Gesamtzahl der Bögen auf 51. Der genaue Zeitpunkt dieser Erweiterung ist unbekannt. Sie erfolgte jedoch spätestens in den 1940er Jahren, wie Bilder aus dieser Dekade belegen.

### Besitzerwechsel 1976 und 1999
Infolge des Konkurses gleich mehrerer Eisenbahngesellschaften in den 1970er Jahren – darunter auch die Nachfolger der P&R (Reading Company) und der PRR (Penn Central) – wurde 1976 die staatliche Auffanggesellschaft Conrail gebildet, in deren Besitz auch die Susquehanna-Eisenbahnbrücken übergingen. 1999 schließlich kam es zur Übernahme von Conrail durch die Unternehmen Norfolk Southern Railway und CSX Transportation. Die Philadelphia and Reading Railroad Bridge ging an die Norfolk Southern Railway, die sie für ihren Schienengüterverkehr zwischen Harrisburg in Pennsylvania und Hagerstown in Maryland (Lurgan Branch) nutzt, genehmigt aber auch teilweise die Benutzung durch CSX Transportation.

## Bauausführung

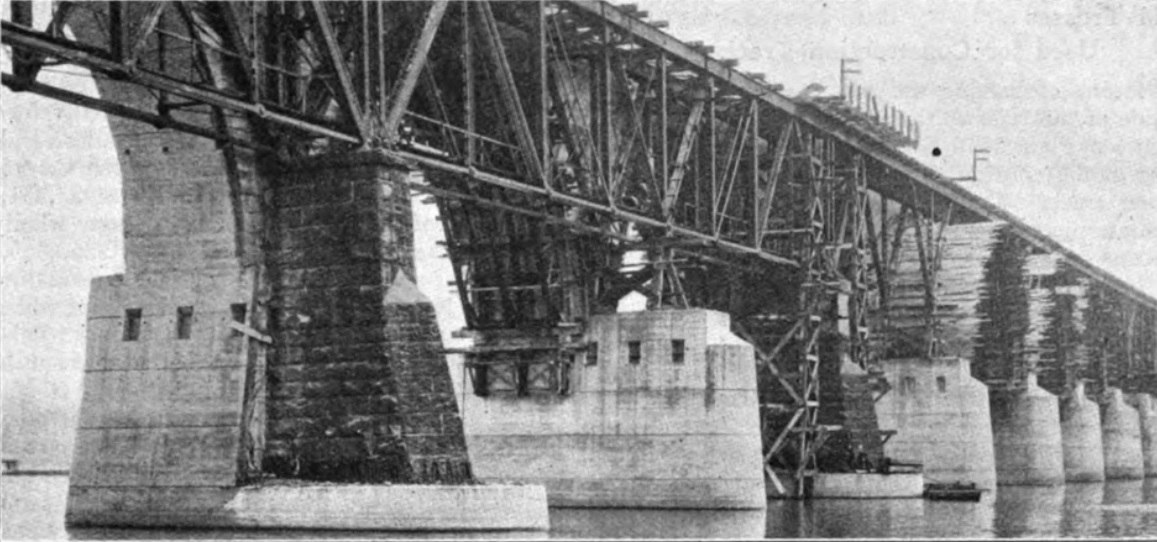
Bau der Bogenbrücke um 1922, im Vordergrund die alten Fachwerkträger aus Schmiedeeisen und Teile der alten Pfeiler, die mit Beton ummantelt werden.

Der Brückenumbau wurde durch die James McGraw Company aus Philadelphia ausgeführt. Subunternehmer für die wasserbaulichen Arbeiten am Unterbau war T. L. Eyre, ebenfalls aus Philadelphia. In der ersten Bauphase wurden mittels Kofferdämmen die Fundamente der alten Brückenpfeiler freigelegt und mit 46 cm Stahlbeton ummantelt, sowie zwischen den alten Pfeilern neue errichtet. Das Flussbett des Susquehanna in ein bis drei Meter Tiefe besteht hier hauptsächlich aus Felsgestein, auf dem die Mehrzahl der Pfeiler ruht. Für die Betonbereitstellung sorgten je eine Betonmischanlage auf beiden Uferseiten und eine zusätzlich angebrachte Materialbahn (Spurweite 610 mm) auf Auslegern an den alten Fachwerkträgern. Die Menge des transportierten und schließlich verbauten Betons betrug insgesamt etwa 67.300 m³.
Die neuen Pfeiler wurden zunächst bis auf Höhe der Bogenbasis (Kämpferlinie) hochgezogen, die alten Pfeiler nur halbseitig auf der flussabwärts gelegenen Seite. Zur Errichtung der Bögen kamen zehn wiederverwendbare Schalungen zum Einsatz, deren Stahlgestell in drei eigens dafür eingearbeiteten Aussparungen pro Brückenpfeiler befestigt werden konnte. Die Umsetzung dieser Lehrgerüste erfolgte mittels auf Pontons gelagerten Hebebühnen. Dadurch konnte man auf die Errichtung von Gerüstkonstruktionen im Flussbett verzichten und die insgesamt 92 Bogensegmente schneller herstellen. Die Bögen der flussabwärts gelegenen Seite wurden gleichzeitig von beiden Ufern aus in Richtung Flussmitte errichtet. Der Eisenbahnverkehr konnte nach Abschluss der Arbeiten von den Fachwerkträgern auf diese erste Hälfte der Bogenbrücke und die Materialbahn für den Betontransport auf die Fachwerkträger verlagert werden. Darauf folgte in der Flussmitte die Vervollständigung von zehn Bögen der flussaufwärts gelegenen Seite, worauf dann in Richtung Ostufer und anschließend vom Zentrum in Richtung Westufer weitergebaut wurde. Die Fachwerkträger konnten dabei nur stufenweise demontiert werden, da die Obergurte, abgestützt durch Holzkonstruktionen, übergangsweise für die Materialbahn verbleiben mussten, aber dennoch genügend Freiraum für die Lehrgerüste entstand.

## Beschreibung

### Gesamtüberblick

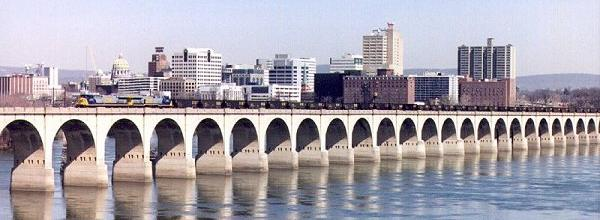
Die Philadelphia and Reading Railroad Bridge im Jahr 2000, Blick in Richtung Norden auf die Stadt Harrisburg.

Der 1924 fertiggestellte Teil der Bogenbrücke besteht aus 45 Bögen mit einer Spannweite von etwas über 23 m und einem abschließenden Bogen am Westufer (Lemoyne-Seite) mit 21,5 m (jeweils von der Pfeilermitte gemessen). Daran schließt sich zum Widerlager eine 21 m lange Balkenbrücke mit Vollwandträgern an. Die Gesamtlänge der ursprünglichen Brücke beträgt circa 1090 m. Später wurde die Brücke um fünf Bögen ähnlicher Spannweite am Ostufer (Harrisburg-Seite) erweitert und somit um etwa 100 m verlängert. Vom West- zum Ostufer besitzt die Brücke ein Gefälle von 7 ‰, wodurch sich die Höhe der Gleisebene über normalem Wasserstand von 24 m auf 17 m verringert. Die Brücke wurde so konzipiert, dass eine minimale lichte Höhe von 8,7 m gewährleistet wird, bezogen auf den höchsten damals bekannten Pegelstand bei Hochwasser.

### Pfeiler und Bögen

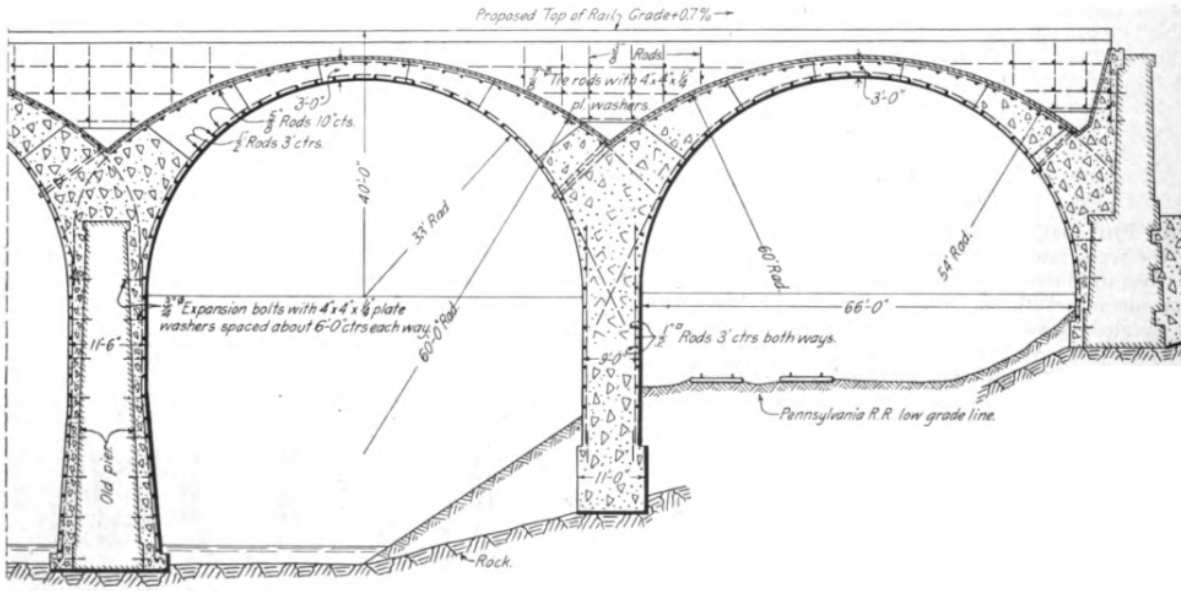
Konstruktionsdetails der Bögen von 1920, dargestellt sind die ersten Bögen auf der Lemoyne-Seite (Längenangaben in foot).

Die Betonhülle der ehemaligen Sandsteinpfeiler besitzt an der Bogenbasis eine Breite von 3,5 m, die neu errichteten Stahlbetonpfeiler eine Breite von 2,7 m. Alle Pfeiler haben eine Länge von 15,8 m an der Fundamentunterkante, oberhalb des Kantenschutzes beträgt diese nur noch 10,7 m, was der Breite des Überbaus entspricht. Bei den Spannweiten von 23 m ergibt sich eine lichte Weite an der Bogenbasis von rund 20 m. Die Bögen sind unten als Rundbogen mit einem Radius von 10 m und oben als Segmentbogen mit einem Radius von 18 m ausgeführt, die Dicke der Bögen verjüngt sich dadurch von der Pfeilerauflage bis zur Oberseite von circa 3,3 m auf 0,9 m. Die Spandrille bilden Betonwände bis auf Höhe der Gleisebene, auf denen ein 1,2 m hohes Geländer aus gleichem Material angebracht ist. Die Innenräume der Spandrillen sind mit einer Steinschüttung versehen, auf der die Gleise verlaufen. Eine zusätzliche senkrechte Trennwand im Mittelbereich entstand während des Baus zur Inbetriebnahme der ersten 4,1 m breiten Brückenhälfte und wurde dort belassen.

### Fassade
Die Fassade der Brücke ist schlicht gehalten. Die seitlichen Oberflächen der Bögen und Spandrillen sind bis auf die Trennfugen der von außen nach innen gegossenen Bogensegmente glatt ohne Verzierungen. Die Pfeiler sind oberhalb des Kantenschutzes durch eine hervortretende vertikale Verstärkung (Lisene) abgesetzt, in die als weiteres Element der Scheinarchitektur eine großflächige rechteckige vertikale Vertiefung eingearbeitet ist. Das flussabwärts gelegene Geländer besteht aus geschlossenen Wänden, auf der gegenüberliegenden Seite aus zwei parallelen Stahlrohren zwischen einer Vielzahl von kleineren Betonpfeilern. Es ist auf beiden Seiten mit einem durchlaufenden Gesims optisch von Überbau abgetrennt. An den Enden der Brücke findet sich oberhalb einiger Pfeiler im Geländer die Inschrift THE READING sowie darunter im Gesims die Jahreszahl der Fertigstellung.